# Venise n'est pas en Italie (film)
Pour les articles homonymes, voir Venise n'est pas en Italie.
Pour plus de détails, voir Fiche technique et Distribution.

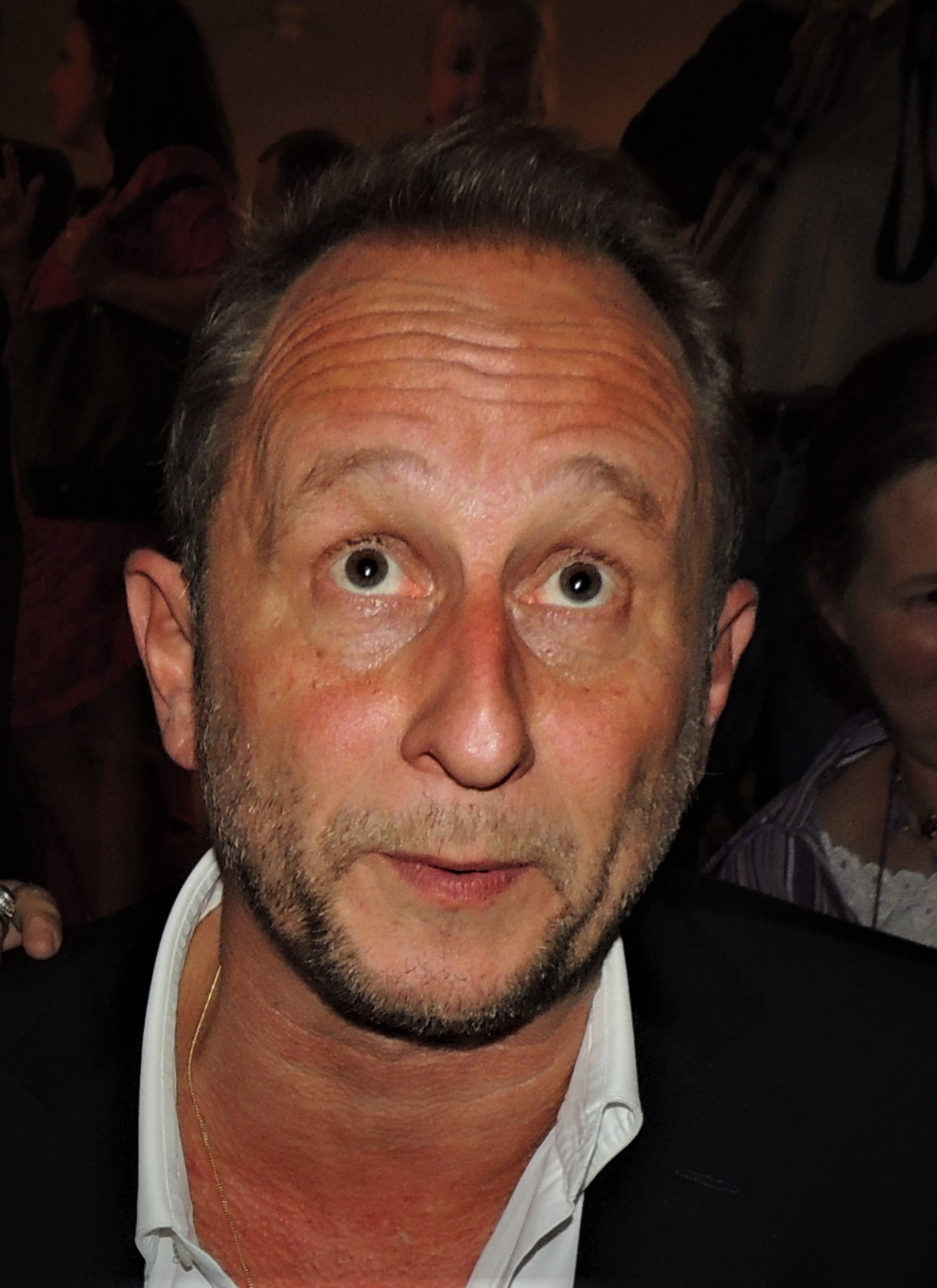
Benoit Poelvoorde Vedette et papa dans le film.

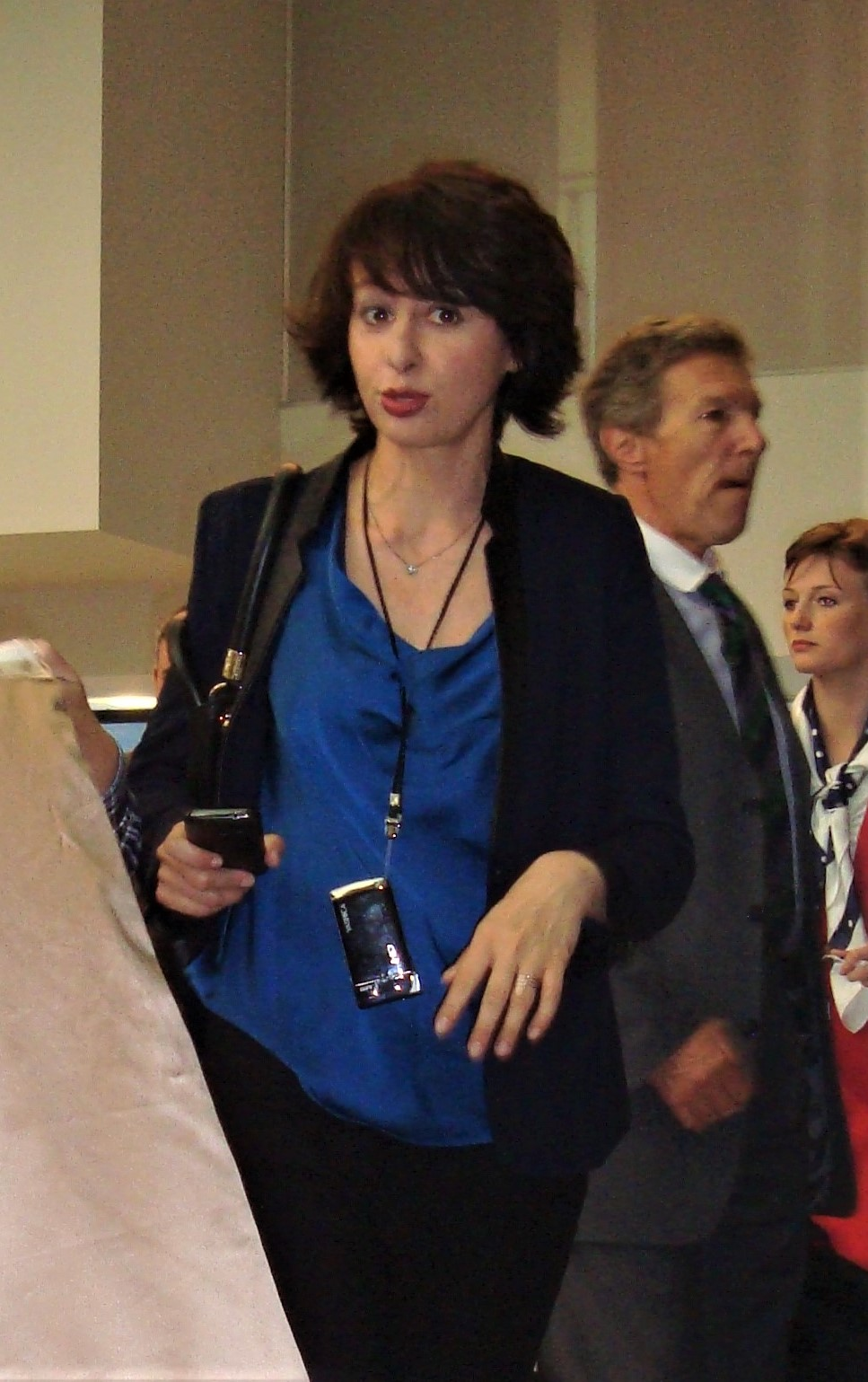
Valérie Bonneton, vedette et maman dans le film.

Venise n'est pas en Italie est une comédie française réalisée par Ivan Calbérac sortie en 2019. Le titre du film reprend le titre d'une chanson interprétée par Serge Reggiani et écrite par Claude Lemesle et Christian Piget en 1977. C'est également l'adaptation par Ivan Calbérac de son roman éponyme, sorti en 2015.
Il est le film de clôture du Festival 2 Valenciennes 2019.

## Synopsis
Émile, 15 ans, lycéen assez doué, vit dans une caravane avec ses parents, Bernard et Annie Chamodot, plutôt fantasques. Un jour, il rencontre Pauline, fille d'un chef d'orchestre de rang international et elle-même musicienne amateure, et en tombe amoureux. Elle l'invite à venir la voir jouer à Venise pendant les vacances. Les parents d’Émile acceptent, mais décident de l'emmener... avec la caravane ! Ils sont rejoints la veille du départ par Fabrice, leur fils aîné qui a quitté sur un coup de tête son travail de cuisinier. Le voyage et le séjour à Venise seront donc mouvementés.

## Fiche technique
- Réalisation : Ivan Calbérac
- Scénario : Ivan Calbérac, d'après son roman Venise n'est pas en Italie, paru chez Flammarion en 2015[1]
- Production : Isabelle Grellat, Éric Altmayer et Nicolas Altmayer
- Directrice de la photographie : Vincent Mathias
- Montage : Véronique Parnet
- Directeur de production : Pascal Roussel
- Décors : Sylvie Olivé
- Costumes : Charlotte David
- Son : Philippe Fabbri, Roland Voglaire, Damien Aubry, Emmanuel Croset
- Musique : Laurent Aknin
- Sociétés de production : AsiFilms, France 2 Cinéma, Studiocanal
- Société de distribution : Studiocanal
- Budget : 6,7 millions d'euros
- Pays d'origine :  France
- Langue originale : français
- Format : couleur
- Genre : comédie
- Durée : 95 minutes
- Date de sortie : 
  - France : 29 mai 2019

## Distribution
- Helie Thonnat : Émile Chamodot, le fils
- Benoît Poelvoorde : Bernard Chamodot, le père d’Émile
- Valérie Bonneton : Annie Chamodot, la mère d’Émile
- Eugène Marcuse : Fabrice Chamodot, le frère aîné d’Émile
- Coline d'Inca : Natacha, la nouvelle copine de Fabrice
- Luna Lou : Pauline, l'amie d’Émile, harpiste
- Nicolas Briançon : le père de Pauline, chef d’orchestre
- Véronica Novak : la mère de Pauline
- David Salles : le motard
- Frédéric Deleersnyder : Vijay, le passager covoitureur
- Gigi Ledron : Marie-France, la voisine
- Anaëlle Othenin-Girard : Jérémie, le meilleur ami d'Émile
- Mathilde Hascoat :Alicia

## Accueil

### Box-office
| Pays ou région | Box-office      | Date d'arrêt du box-office | Nombre de semaines |
| -------------- | --------------- | -------------------------- | ------------------ |
| France         | 515 227 entrées | 24 juillet 2019            | 8                  |
| Total mondial  | 4 078 958 $     | -                          | -                  |

## Distinctions
- Festival 2 Valenciennes 2019 : film de clôture, hors compétition
- Festival Ciné Roman 2019 : en compétition